# Jacint Marsals i Prats
Jacint Marsals i Prats. Fou un organista català del segle xix, que es formà amb Ignasi Parella i Basaganyas a l'escolania de la parròquia de Sant Esteve d'Olot entre  l’1 de gener de 1826 i l'1 de març de 1826.